# Juan J. Navarro
Juan José Navarro Rochín fue un militar mexicano que luchó en la Guerra de Reforma, en la Intervención Francesa y en la Revolución Mexicana.

## Biografía
Nació en Álamos, Sonora, en 1841, siendo hijo de Pedro Navarro y de Viviana Rochín. Ingresó como soldado en la Guardia Nacional del estado en 1858. Tomó parte en la campaña de Sinaloa bajo las órdenes del coronel Jesús García Morales y combatió a los conservadores en La Noria, Los Mimbres, Mazatlán y El Espinal. En esa entidad, en 1861, luchó contra los sublevados de Antonio Esteves.
Como liberal participó en toda la campaña contra la Intervención Francesa y el Imperio. Bajo las órdenes del general Antonio Rosales derrotó a los franceses en la batalla de San Pedro y ascendió a subteniente. Luchó en contra de los rebeldes en San Luis Potosí y en La Noria; también combatió al cacique Manuel Lozada en la sierra de Álica, Nayarit. Asimismo tomó parte en las acciones armadas contra los insurrectos de Tuxtepec, Oaxaca. Fue jefe de operaciones militares en Sayula y Ciudad Guzmán, ambas en el estado de Jalisco, y obtuvo los grados de mayor y de teniente coronel.
En 1899 regresó a Sonora y tuvo bajo sus órdenes al 20 Batallón de Infantería para combatir a los indígenas yaquis rebeldes al gobierno porfirista. Permaneció en territorio sonorense hasta 1908, al frente de la 1a. Zona Militar. 
En octubre de 1910 obtuvo el grado de general brigadier y, un año más tarde, se le comisionó para que comandara una columna de cerca de 400 hombres y se trasladara al estado de Chihuahua para batir a los seguidores de Francisco I. Madero. A mediados de diciembre de 1910 participó en el combate efecuado en el mineral de Guazapares, para apoyar a los federales que tomarían Ciudad Guerrero.
Derrotó a los revolucionarios maderistas en Las Escobas, Cerro Prieto, El Chopeque y Pedernales; después de lo cual recuperó Ciudad Guerrero. En febrero de ese año se le nombró jefe de las fuerzas federales en Ciudad Juárez; como tal, tuvo a su cargo la defensa de dicha plaza y a mediados de abril de 1911 concertó un armisticio con el jefe de la Revolución, a cuyo término defendió la plaza los días 8, 9 y 10 de mayo. 
Cuando la población quedó en poder de las tropas revolucionarias, comandadas por Francisco Villa y Pascual Orozco, tanto él como los defensores se rindieron y fueron reducidos al cuartel del 15 Batallón. Aunque estuvo a punto de ser fusilado por Villa; junto con sus oficiales, como represalia por algunas ejecuciones que ordenó después del combate de Cerro Priero, ello no ocurrió gracias a la intervención de Madero, quien lo condujo a la frontera para que se refugiara en los Estados Unidos. Este acto provocó la inconformidad de Orozco y Villa, mismos que estuvieron a punto de sublevarse.
Por nombramiento de Victoriano Huerta, presidente de la República a raíz del cuartelazo contra Madero, en septiembre de 1913 fue ascendido a general de brigada y se hizo cargo de la comandancia militar de Colima. 
A fines de ese año fungió como senador por el estado de Oaxaca en el congreso huertista. En agosto de 1914 se retiró del servicio al disolverse el ejército federal por el triunfo de los constitucionalistas. Más tarde tramitó su jubilación como veterano de la Intervención Francesa. El general Navarro murió en la Ciudad de México el 25 de octubre de 1934, a la edad de 92 años. Fue sepultado en el Panteón Francés.